# Möhnsen
Möhnsen ist eine Gemeinde im Kreis Herzogtum Lauenburg in Schleswig-Holstein.

## Geographie

### Lage und Ortsteile
Möhnsen liegt am östlichen Rand des gemeindefreien Gebiets Sachsenwald östlich von Hamburg in einer ländlichen Umgebung etwa neun Kilometer nordwestlich der Kleinstadt Schwarzenbek. Die Gemarkung ist landschaftlich ein Teilgebiet des Naturraums Ostholsteinisches Hügel- und Seenland und liegt in deren südöstlichem Teil. Es ist ein Teilgebiet des Schleswig-Holsteinischen Hügellandes.
Möhnser Bahnhof und Kätnerkamp liegen im Gemeindegebiet.

### Nachbargemeinden
Angrenzende Gemeindegebiete zu Möhnsen sind:
|                                     |                                             | Basthorst  |
| Kasseburg                           | Kompassrose, die auf Nachbargemeinden zeigt |            |
| Sachsenwald (gemeindefreies Gebiet) | Havekost                                    | Elmenhorst |

## Geschichte
Das Dorf wurde im Jahr 1230 im Ratzeburger Zehntregister zum ersten Mal urkundlich erwähnt.
Von 1887 bis 1976 war Möhnsen Bahnstation der Bahnstrecke Schwarzenbek–Bad Oldesloe.
Seit 1962 gehört die Gemeinde zum Amt Schwarzenbek-Land.

## Politik

### Gemeindevertretung
Bei der Kommunalwahl am 14. Mai 2023 wurden insgesamt neun Sitze vergeben. Von diesen erhielt die Aktive Freie Möhnsener Wählergemeinschaft fünf Sitze und die BÜRGER FÜR MÖHNSEN vier Sitze.

### Wappen
Blasonierung: „In Grün eine eingebogene silberne Spitze, die vorn von einem goldenen Rohrkolben und hinten von einem goldenen Stängel mit drei Rapsblüten begleitet sowie unten von einem schwarzen Zahnrad belegt ist.“

## Sport
In Möhnsen sind zwei Sportvereine beheimatet: Borussia Möhnsen und Sportfreunde Möhnsen.

## Verkehr
Möhnsen ist individuell auf einer direkt durch das Dorf führenden Landstraße (Schleswig-Holsteinische Landesstraße 159) zu erreichen. Nördlich des Dorfes führt die Trasse der A 24 in Ost-West-Richtung durch das Gemeindegebiet.